# Osztrák női kézilabda-válogatott
Az osztrák női kézilabda-válogatott Ausztria nemzeti csapata, amelyet az Osztrák Kézilabda-szövetség irányít. Legjobb eredményük egy-egy bronzérem világbajnokságon és Európa-bajnokságon.

## Részvételei

### Nyári olimpiai játékok
- 1984: 6. hely
- 1992: 5. hely
- 2000: 5. hely

### Világbajnokság
- 1957: 6. hely
- 1962–1982: Nem jutott ki
- 1986: 12. hely
- 1990: 5. hely
- 1993: 8. hely
- 1995: 8. hely
- 1997: 11. hely
- 1999:  Bronz
- 2001: 7. hely
- 2003: 11. hely
- 2005: 13. hely
- 2007: 16. hely
- 2009: 10. hely
- 2011–2019: Nem jutott ki
- 2021: 16. hely
- 2023: 19. hely

### Európa-bajnokság
- 1994: 9. hely
- 1996:  Bronz
- 1998: 4. hely
- 2000: 12. hely
- 2002: 9. hely
- 2004: 10. hely
- 2006: 10. hely
- 2008: 15. hely
- 2010–2022: Nem jutott ki
- 2024: 14. hely

## Szövetségi kapitányok
- Vinko Kandija
- Gunnar Prokop
- Herbert Müller
- Monique Tijsterman

## A2024-es Európa-bajnokságranevezett keret
| #  | név                 | poszt      | születési hely         | jelenlegi klubja        |
| -- | ------------------- | ---------- | ---------------------- | ----------------------- |
| 1  | Lena Ivančok        | kapus      | Bécs                   | Sport-Union Neckarsulm  |
| 3  | Katarina Pandza     | balátlövő  | Mödling                | ŽRK Podravka Koprivnica |
| 5  | Sonja Frey          | irányító   | Bécs                   | Hypo Niederösterreich   |
| 6  | Mirela Dedic        | balszélső  | Bruck an der Mur       | Hypo Niederösterreich   |
| 9  | Kovács Patrícia     | irányító   | Lustenau               | Hypo Niederösterreich   |
| 11 | Fabianne Tomasini   | jobbszélső | Lustenau               | LC Brühl Handball       |
| 14 | Klara Schlegel      | jobbátlövő | Eggenburg              | Békéscsabai Előre NKSE  |
| 15 | Claudia Wess        | jobbszélső | Bécs                   | Hypo Niederösterreich   |
| 16 | Petra Blazek        | kapus      | Mödling                | Hypo Niederösterreich   |
| 18 | Kristina Dramac     | jobbátlövő | Kirchdorf an der Krems | Debreceni VSC           |
| 22 | Stefanie Kaiser     | beálló     | Bécsújhely             | Sport-Union Neckarsulm  |
| 29 | Ines Ivančok-Šoltić | balátlövő  | Bécs                   | Mosonmagyaróvári KC SE  |
| 44 | Nora Leitner        | beálló     | Bécs                   | Hypo Niederösterreich   |
| 54 | Sabrina Sabatnig    | balszélső  | Bécs                   | HC Rödertal             |
| 57 | Josefine Hanfland   | beálló     | Bécs                   | Thüringer HC            |
| 64 | Ana Pandza          | irányító   | Bécs                   | ŽRK Podravka Koprivnica |
| 67 | Johanna Reichert    | balátlövő  | Korneuburg             | Thüringer HC            |
| 96 | Nina Tilliacher     | kapus      | Dornbirn               | SSV Dornbirn Schoren    |